# Liga Campionilor EHF Feminin 2009–2010
Liga Campionilor EHF Feminin 2009-10 a fost a 17-a ediție a Ligii Campionilor EHF Feminin, competiția celor mai bune cluburi de handbal feminin din Europa, organizată și supervizată de Federația Europeană de Handbal. Câștigătoarea acestei ediții a fost echipa daneză Viborg HK, care a învins în finală echipa românească CS Oltchim Râmnicu Vâlcea cu scorul general de 60–52. A fost al treilea titlu pentru Viborg și al șaselea pentru o formație daneză.

## Privire de ansamblu
Un total de 30 de echipe din 22 de federații afiliate EHF a luat parte în Liga Campionilor 2009-10. Fiecare națiune a primit un număr de locuri conform cu clasarea în 2008. Primele 24 de națiuni au participat în competiție cu campioanele naționale (Islanda nu a fost înregistrată ca echipă). Națiunile clasate pe locurile 1-7 au primit câte un loc suplimentar, la fel și Federația Daneză, din care făcea parte deținătoarea trofeului, Viborg HK. Deoarece această echipă s-a calificat oricum în 2009 după ce a câștigat Campionatul Danemarcei, wild card-ul care îi fusese atribuit de EHF a fost acordat lui FCK Håndbold.
Pe 19 iunie 2009, campioana Macedoniei Kometal s-a retras din turneu din cauza unor probleme financiare. În consecință, EHF a promovat campioana Franței Metz Handball din Turneul de Calificare 2 direct în Faza Grupelor, iar campioana Greciei Ormi Patras din Turneul de Calificare 1 în Turneul de Calificare 2.

### Repartizarea echipelor
12 echipe au fost calificate direct în faza grupelor.
| Faza grupelor           | Faza grupelor         | Faza grupelor           | Faza grupelor    |
| ----------------------- | --------------------- | ----------------------- | ---------------- |
| Viborg HKDT             | Hypo Niederösterreich | Győri Audi ETO KC       | Dinamo Volgograd |
| Oltchim Vâlcea          | Krim Ljubljana        | Podravka Koprivnica     | Larvik HK        |
| Budućnost T-Mobile      | HC Leipzig            | Itxako Reyno de Navarra | Metz Handball    |
| Turneul de Calificare 2 |                       |                         |                  |
| Aalborg DH              | Budapest Bank FTC     | Zvezda Zvenigorod       | Rulmentul Brașov |
| Olimpija                | Byåsen IL             | BM Sagunto              | FCK Håndbold     |
| HC Smart                | SPR Lublin SSA        | SKP Bratislava          | Ormi Patras      |
| Turneul de calificare 1 |                       |                         |                  |
| Milli Piyango SK        | ORK Vrnjačka Banja    | Madeira Andebol         |                  |
| HC Sassari              | VOC Amsterdam         | LC Brühl Handball       |                  |

DT Deținătoarea titlului

## Etapa calificărilor

### Turneele de calificare
Un total de 18 echipe a luat parte la turneele de calificare. Tragerea la sorți a avut loc pe 18 iunie 2009, în Viena, Austria. Drepturile de organizare a turneelor de calificare au fost decise tot de această tragere la sorți.

### Turneul de calificare 1
Șase echipe au fost împărțite în două grupe de câte trei echipe. Cele două învinse ale Turneului de calificare 1 au intrat în Runda a 2-a a Cupei EHF. Echipele clasate pe primele două locuri în cele două grupe au avansat în Turneul de calificare 2. Grupa A a fost organizată de LC Brühl Handball în St. Gallen, Elveția, în timp ce Grupa B a fost găzduită de Milli Piyango în Ankara, Turcia.
Brühl și Milli Piyango au câștigat grupele pe care le-au organizat. Cele două câștigătoare, împreună cu cluburile HC Sassari și VOC Amsterdam, clasate pe locurile 2, au jucat apoi în Turneul de calificare 2. Echipele de pe ultimul loc, Vrnjačka Banja și Madeira, au fost eliminate din cursa de calificare în Liga Campionilor și retrogradate în Cupa EHF.

#### Grupa A
| Echipa             | M | V | E | Î | GM | GP | G  | Pct |
| ------------------ | - | - | - | - | -- | -- | -- | --- |
| LC Brühl Handball  | 2 | 2 | 0 | 0 | 58 | 49 | +9 | 4   |
| HC Sassari         | 2 | 1 | 0 | 1 | 58 | 58 | 0  | 2   |
| ORK Vrnjačka Banja | 2 | 0 | 0 | 2 | 50 | 59 | −9 | 0   |

#### Grupa B
| Echipa              | M | V | E | Î | GM | GP | G   | Pct |
| ------------------- | - | - | - | - | -- | -- | --- | --- |
| Milli Piyango SK    | 2 | 2 | 0 | 0 | 58 | 53 | +5  | 4   |
| VOC Amsterdam       | 2 | 1 | 0 | 1 | 55 | 50 | +5  | 2   |
| Madeira Andebol SAD | 2 | 0 | 0 | 2 | 53 | 63 | −10 | 0   |

### Turneul de calificare 2
16 echipe au fost împărțite în patru grupe de câte patru echipe. Cele 12 învinse ale Turneului de calificare 2 au retrogradat în Runda a 3-a a Cupei EHF. Echipele clasate pe primul loc în fiecare grupă au avansat în Faza grupelor a Ligii Campionilor 2009-10. Byåsen IL, Zvezda Zvenigorod, FCK Håndbold și Aalborg DH s-au calificat după ce au câștigat toate cele trei meciuri din grupele lor, Aalborg fiind singura echipă organizatoare care a avansat în faza următoare. Niciuna din cele patru echipe venite din Turneul de calificare 1 nu a câștigat vreun punct.
| Echipa           | M | V | E | Î | GM  | GP  | G   | Pct |
| ---------------- | - | - | - | - | --- | --- | --- | --- |
| Byåsen IL        | 3 | 3 | 0 | 0 | 115 | 62  | +53 | 6   |
| SPR Lublin SSA   | 3 | 2 | 0 | 1 | 92  | 75  | +17 | 4   |
| Rulmentul Brașov | 3 | 1 | 0 | 2 | 90  | 108 | −18 | 2   |
| HC Sassari       | 3 | 0 | 0 | 3 | 79  | 131 | −52 | 0   |

| Echipa            | M | V | E | Î | GM  | GP | G   | Pct |
| ----------------- | - | - | - | - | --- | -- | --- | --- |
| Zvezda Zvenigorod | 3 | 3 | 0 | 0 | 102 | 57 | +45 | 6   |
| RK Olimpija       | 3 | 2 | 0 | 1 | 79  | 85 | −6  | 4   |
| SKP Bratislava    | 3 | 1 | 0 | 2 | 72  | 86 | −14 | 2   |
| VOC Amsterdam     | 3 | 0 | 0 | 3 | 74  | 99 | −25 | 0   |

| Echipa             | M | V | E | Î | GM | GP | G   | Pct |
| ------------------ | - | - | - | - | -- | -- | --- | --- |
| FCK Håndbold       | 3 | 3 | 0 | 0 | 96 | 55 | +41 | 6   |
| Budapest Bank FTC  | 3 | 2 | 0 | 1 | 81 | 76 | +5  | 4   |
| HC „Smart” Ujhorod | 3 | 1 | 0 | 2 | 70 | 79 | −9  | 2   |
| LC Brühl Handball  | 3 | 0 | 0 | 3 | 61 | 98 | −37 | 0   |

| Echipa           | M | V | E | Î | GM  | GP  | G   | Pct |
| ---------------- | - | - | - | - | --- | --- | --- | --- |
| Aalborg DH       | 3 | 3 | 0 | 0 | 107 | 69  | +38 | 6   |
| BM Sagunto       | 3 | 2 | 0 | 1 | 91  | 77  | +14 | 4   |
| Ormi Patras      | 3 | 1 | 0 | 2 | 66  | 102 | −36 | 2   |
| Milli Piyango SK | 3 | 0 | 0 | 3 | 74  | 90  | −16 | 0   |

## Faza grupelor
Tragerea la sorți a meciurilor din faza grupelor a avut loc pe 24 iunie 2009, la ora locală 19:00, ca parte a unui eveniment special organizat de EHF și intitulat Champions’ Draw, găzduit de Muzeul Liechtenstein din Viena, Austria. 12 echipe, cărora li s-au alăturat alte patru venite din calificări, au fost implicate în acest proces, fiind împărțite în patru urne valorice de câte patru. Ele au fost trase la sorți în patru grupe de câte patru echipe, unde au jucat câte două meciuri una împotriva celeilalte, pe teren propriu și în deplasare, în total câte șase meciuri. Echipele clasate pe primele două locuri în fiecare grupă au avansat în cele două grupe principale. Echipele clasate pe locurile trei au retrogradat în Runda a 4-a a Cupei Cupelor EHF.

### Distribuție
Distribuția echipelor în urnele valorice a fost publicată pe 22 iunie 2009.
| Urna 1                                                             | Urna a 2-a                                                              | Urna a 3-a                                                            | Urna a 4-a                                          |
| ------------------------------------------------------------------ | ----------------------------------------------------------------------- | --------------------------------------------------------------------- | --------------------------------------------------- |
| Hypo Niederösterreich Viborg HK Győri Audi ETO KC Dinamo Volgograd | RK Podravka Vegeta Larvik HK CS Oltchim Râmnicu Vâlcea RK Krim Mercator | S.D.Itxako Handball Club Leipzig Metz Handball ŽRK Budućnost T-Mobile | Byåsen IL Zvezda Zvenigorod FCK Håndbold Aalborg DH |

|  | Echipele calificate în grupele principale |
|  | Echipele retrogradate în Cupa Cupelor EHF |
|  | Echipele eliminate din competiție         |

### Grupa A
| Echipa                 | M | V | E | Î | GM  | GP  | G   | Pct |
| ---------------------- | - | - | - | - | --- | --- | --- | --- |
| Viborg HK              | 6 | 4 | 1 | 1 | 171 | 143 | +28 | 9   |
| Handball-Club Leipzig  | 6 | 3 | 1 | 2 | 154 | 158 | −4  | 7   |
| Byåsen IL              | 6 | 2 | 0 | 4 | 153 | 157 | −4  | 4   |
| RK Podravka Koprivnica | 6 | 2 | 0 | 4 | 172 | 192 | −20 | 4   |

|            | VIB   | LEI   | BYÅ   | KOP   |
| ---------- | ----- | ----- | ----- | ----- |
| Viborg     | –     | 33-23 | 29–22 | 36-26 |
| Leipzig    | 20-20 | –     | 25-22 | 35-32 |
| Byåsen     | 21-26 | 34-23 | –     | 29-23 |
| Koprivnica | 31-27 | 28-29 | 32-31 | –     |

### Grupa B
| Echipa         | M | V | E | Î | GM  | GP  | G   | Pct |
| -------------- | - | - | - | - | --- | --- | --- | --- |
| Krim Ljubljana | 6 | 5 | 0 | 1 | 201 | 168 | +33 | 10  |
| Hypo           | 6 | 3 | 1 | 2 | 168 | 168 | 0   | 7   |
| Metz Handball  | 6 | 2 | 1 | 3 | 163 | 174 | −11 | 5   |
| Aalborg DH     | 6 | 1 | 0 | 5 | 156 | 178 | −22 | 2   |

|         | KRI   | HYP   | MTZ   | ALB   |
| ------- | ----- | ----- | ----- | ----- |
| Krim    | –     | 35-24 | 35–31 | 30-23 |
| Hypo    | 28-26 | –     | 27-27 | 27-22 |
| Metz    | 30-37 | 28-26 | –     | 23-18 |
| Aalborg | 32-38 | 30-36 | 31-24 | –     |

### Grupa C
| Echipa            | M | V | E | Î | GM  | GP  | G  | Pct |
| ----------------- | - | - | - | - | --- | --- | -- | --- |
| Oltchim Vâlcea    | 6 | 4 | 0 | 2 | 159 | 152 | +7 | 8   |
| Győri Audi ETO KC | 6 | 4 | 0 | 2 | 153 | 149 | +4 | 8   |
| Zvezda Zvenigorod | 6 | 2 | 1 | 3 | 161 | 169 | −8 | 5   |
| S.D.Itxako        | 6 | 1 | 1 | 4 | 148 | 151 | −3 | 3   |

|         | ORV   | GYŐ   | ZVE   | SDI   |
| ------- | ----- | ----- | ----- | ----- |
| Oltchim | –     | 26-22 | 31-27 | 27-26 |
| Győr    | 26-22 | –     | 27-25 | 29-28 |
| Zvezda  | 27-26 | 34-29 | –     | 25-25 |
| Itxako  | 24-27 | 14-20 | 31-23 | –     |

### Grupa D
| Echipa             | M | V | E | Î | GM  | GP  | G   | Pct |
| ------------------ | - | - | - | - | --- | --- | --- | --- |
| Larvik HK          | 6 | 4 | 0 | 2 | 147 | 137 | +10 | 8   |
| Dinamo Volgograd   | 6 | 3 | 1 | 2 | 147 | 130 | +17 | 7   |
| Budućnost T-Mobile | 6 | 2 | 1 | 3 | 138 | 155 | −17 | 5   |
| FCK Håndbold       | 6 | 2 | 0 | 4 | 140 | 150 | −10 | 4   |

|           | LHK   | DIN   | BUD   | FCK   |
| --------- | ----- | ----- | ----- | ----- |
| Larvik    | –     | 18-17 | 29-22 | 31-26 |
| Dinamo    | 26-23 | –     | 31-18 | 26-23 |
| Budućnost | 23-27 | 24-24 | –     | 26-22 |
| FCK       | 23-19 | 24-23 | 22-25 | –     |

## Grupele principale
Tragerea la sorți a grupelor principale a avut loc pe 19 ianuarie 2010, la Linz, Austria. Un total de 8 echipe au fost implicate în acest proces, fiind împărțite în două urne valorice de câte patru. Împărțirea echipelor în cele două urne s-a făcut pe baza rezultatelor din faza grupelor. Echipele care au terminat grupele pe primul loc au fost distribuite în Urna A, iar cele care au terminat grupele pe locul al doilea au fost distribuite în Urna B.
După tragerea la sorți, fiecare grupă principală a fost alcătuită din două echipe clasate pe locul întâi în faza grupelor, respectiv două echipe clasate pe locul al doilea, în așa fel încât echipele care s-au confruntat în aceeași grupă să nu se întâlnească în grupele principale. Echipele care s-au clasat pe primele două locuri în grupele principale au avansat în semifinale.

### Distribuție
| Urna A                                            | Urna B                                                                         |
| ------------------------------------------------- | ------------------------------------------------------------------------------ |
| Viborg HK Krim Ljubljana Oltchim Vâlcea Larvik HK | Handball-Club Leipzig Hypo Niederösterreich Győri Audi ETO KC Dinamo Volgograd |

### Grupa 1
| Echipa                | M | V | E | Î | GM  | GP  | G   | Pct |
| --------------------- | - | - | - | - | --- | --- | --- | --- |
| Larvik HK             | 6 | 5 | 0 | 1 | 170 | 149 | +21 | 10  |
| Győri Audi ETO KC     | 6 | 4 | 1 | 1 | 157 | 139 | +18 | 9   |
| Krim Ljubljana        | 6 | 2 | 1 | 3 | 163 | 166 | −3  | 5   |
| Handball-Club Leipzig | 6 | 0 | 0 | 6 | 134 | 170 | −36 | 0   |

|         | LHK   | GYŐ   | KRI   | LEI   |
| ------- | ----- | ----- | ----- | ----- |
| Larvik  | –     | 29-27 | 30-23 | 31-21 |
| Győr    | 28-23 | –     | 25-23 | 30-19 |
| Krim    | 30-34 | 24-24 | –     | 32-26 |
| Leipzig | 20-23 | 21-23 | 27-31 | –     |

### Grupa a 2-a
| Echipa                | M | V | E | Î | GM  | GP  | G   | Pct |
| --------------------- | - | - | - | - | --- | --- | --- | --- |
| Oltchim Vâlcea        | 6 | 4 | 1 | 1 | 178 | 168 | +10 | 9   |
| Viborg HK             | 6 | 4 | 0 | 2 | 190 | 171 | +19 | 8   |
| Hypo Niederösterreich | 6 | 2 | 0 | 4 | 163 | 182 | −19 | 4   |
| Dinamo Volgograd      | 6 | 1 | 1 | 4 | 166 | 176 | −10 | 3   |

|         | ORV   | VIB   | HYP   | DIN   |
| ------- | ----- | ----- | ----- | ----- |
| Oltchim | –     | 27-26 | 32-27 | 30-24 |
| Viborg  | 33-26 | –     | 35-26 | 35-28 |
| Hypo    | 26-31 | 35-31 | –     | 28-26 |
| Dinamo  | 32-32 | 29-30 | 27-21 | –     |

## Fazele eliminatorii
Semifinalele și finala s-au jucat în două manșe, câte un meci pe teren propriu și unul în deplasare. Larvik și Oltchim au primit avantajul de a juca meciul de pe teren propriu în returul semifinalelor, deoarece au câștigat grupele principale în care au evoluat.
După ce Viborg și Oltchim au câștigat semifinalele, Federația Europeană de Handbal a anunțat că tragerea la sorți pentru organizarea meciurilor din finală va avea loc pe 20 aprilie, în Viena. În urma tragerii la sorți Viborg a organizat meciul tur, iar Oltchim meciul retur. Pentru a respecta regulamentele EHF privind capacitatea arenelor, meciurile nu s-au jucat în sălile obișnuite ale celor două cluburi. Astfel, meciul tur s-a desfășurat pe 8 mai în Messecenter din Herning, iar meciul retur pe 15 mai în Sala Polivalentă din București.

### Semifinalele
| Echipa #1         | Total | Echipa #2              | Tur   | Retur |
| ----------------- | ----- | ---------------------- | ----- | ----- |
| Viborg HK         | 53–48 | Larvik HK              | 27-21 | 27-26 |
| Győri Audi ETO KC | 45–49 | Oltchim Râmnicu Vâlcea | 25-25 | 24-20 |

### Finala
| Echipa #1 | Total | Echipa #2              | Tur   | Retur |
| --------- | ----- | ---------------------- | ----- | ----- |
| Viborg HK | 60–52 | Oltchim Râmnicu Vâlcea | 28-21 | 31-32 |

## Clasamentul marcatoarelor
Conform paginii oficiale a EHF:
| Poz. | Nume                          | Echipă   | Goluri |
| ---- | ----------------------------- | -------- | ------ |
| 1    | Cristina Vărzaru (ROU)        | Viborg   | 101    |
| 2    | Alexandra do Nascimento (BRA) | Hypo     | 98     |
| 3    | Anna Kocetova (RUS)           | Dinamo   | 84     |
| 3    | Bojana Popović (SRB)          | Viborg   | 84     |
| 5    | Heidi Løke (NOR)              | Larvik   | 80     |
| 6    | Rikke Skov (DEN)              | Viborg   | 73     |
| 7    | Linn Jørum Sulland (NOR)      | Larvik   | 68     |
| 8    | Andrea Lekić (SRB)            | Krim     | 66     |
| 9    | Olga Levina (RUS)             | Dinamo   | 65     |
| 9    | Cristina Neagu (ROU)          | Oltchim  | 65     |
| 11   | Eduarda Amorim (BRA)          | Győr     | 64     |
| 12   | Henriette Mikkelsen (DEN)     | Viborg   | 63     |
| 12   | Szandra Zácsik (HUN)          | Krim     | 63     |
| 14   | Ramona Maier (ROU)            | Oltchim  | 62     |
| 15   | Ionela Stanca (ROU)           | Oltchim  | 60     |
| 16   | Nora Mørk (NOR)               | Larvik   | 58     |
| 17   | Daniela Piedade (BRA)         | Hypo     | 54     |
| 18   | Aurelia Brădeanu (ROU)        | Győr     | 52     |
| 19   | Anikó Kovacsics (HUN)         | Győr     | 51     |
| 20   | Andrea Penezić (CRO)          | Podravka | 49     |
| 20   | Patricia Vizitiu (ROU)        | Oltchim  | 49     |